# عنبر

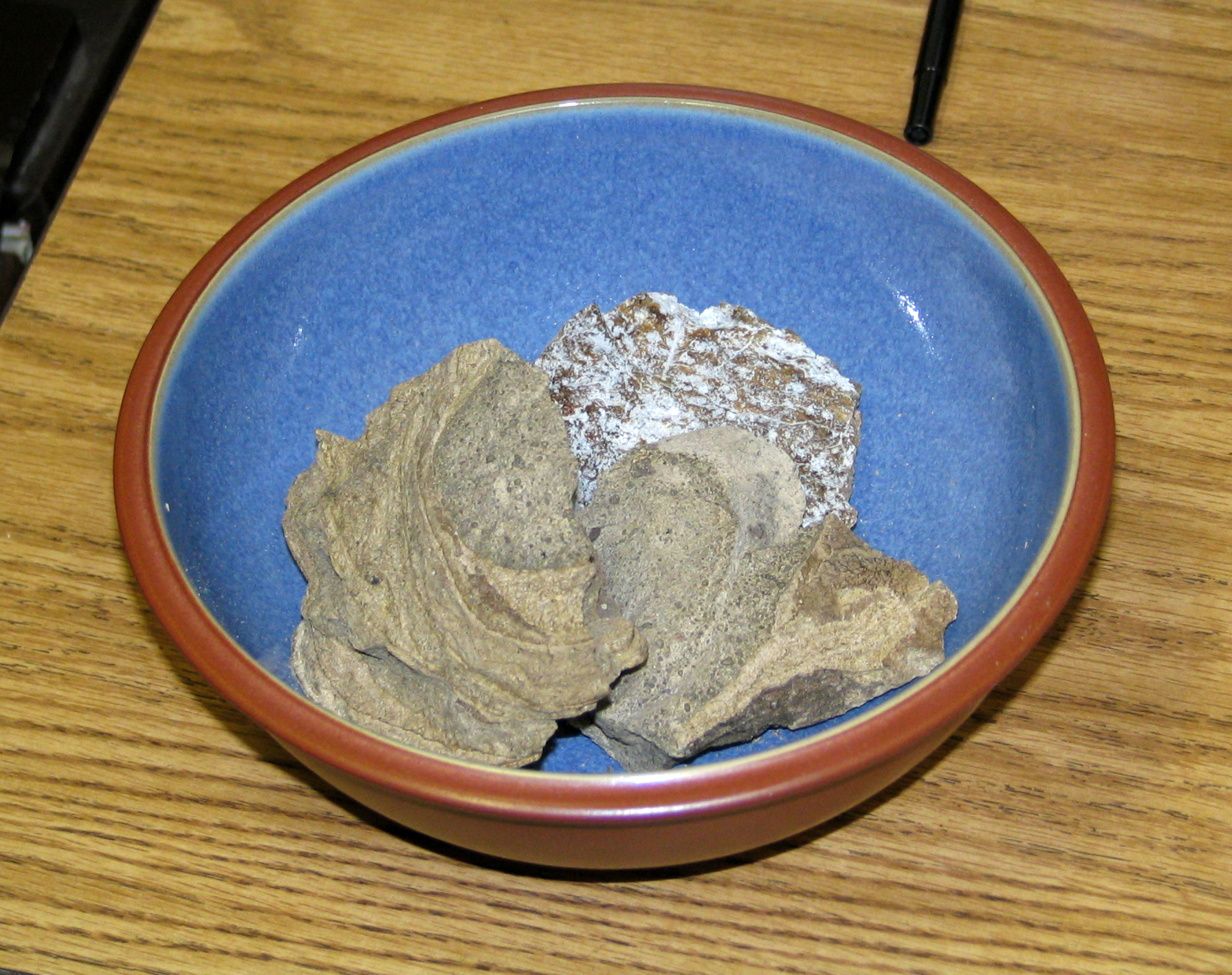
العنبر

العنبر(1) مادة تخرج من جوف الحوت المعروف باسم حوت العنبر. والعنبر مادة رمادية أو بيضاء أو صفراء أو سوداء يستخدم في تحضير وتصنيع أفضل وأغلى أنواع العطور.
يعيش حوت العنبر في المحيطات يأكل ما شاء من المخلوقات البحرية. يتميز حوت العنبر برأسه الضخم، وقد يبلغ طول الذكر 20 مترًا. أنثى الحوت أصغر حجما حيث يبلغ حجمها تقريبا نصف حجم الذكر.
والعنبر هو قيء الحوت الذي يخرج من جوفه. أجود أنواع العنبر هو الأشهب القوي ثم الأزرق ثم الأصفر وأقل الأنواع جودة هو الأسود. يكثر غش العنبر عادة بإضافة مادة الجص والشمع له.

## الخواص الكيميائية
لا ينحل العنبر عملياً في الماء ولا يتأثر العنبر بالأحماض. بالمقابل، يستحصل على بلورات بيضاء من مادة تربينية تدعى أمبرين(عنبرين) عند تسخين العنبر الخام في الكحول ثم بإجراء عملية إعادة بلورة.
يؤدي إجراء عملية الأكسدة على عنبرين، والذي يكاد أن يكون عديم الرائحة، إلى فصم المركب إلى أمبروكسان وأمبرينول، وهي المكونات التي تمنح الرائحة المميزة للعنبر.

أمبرين
أمبروكسان
أمبرينول

يمكن الحصول على مركب أمبروكسان بطرق اصطناعية، والتي تستخدم بشكل مكثف في صناعة العطور.